# Erin trópusi vihar (2019)
Az Erin trópusi vihar trópusi vihar volt 2019-ben az Atlanti-óceánon a Bahamák, illetve az USA keleti partjának térségében. 
Senki nem halt meg a viharban, illetve nem is sérült meg. A Bahama-szigeteken minimális károk keletkeztek a csapadéknak köszönhetően.

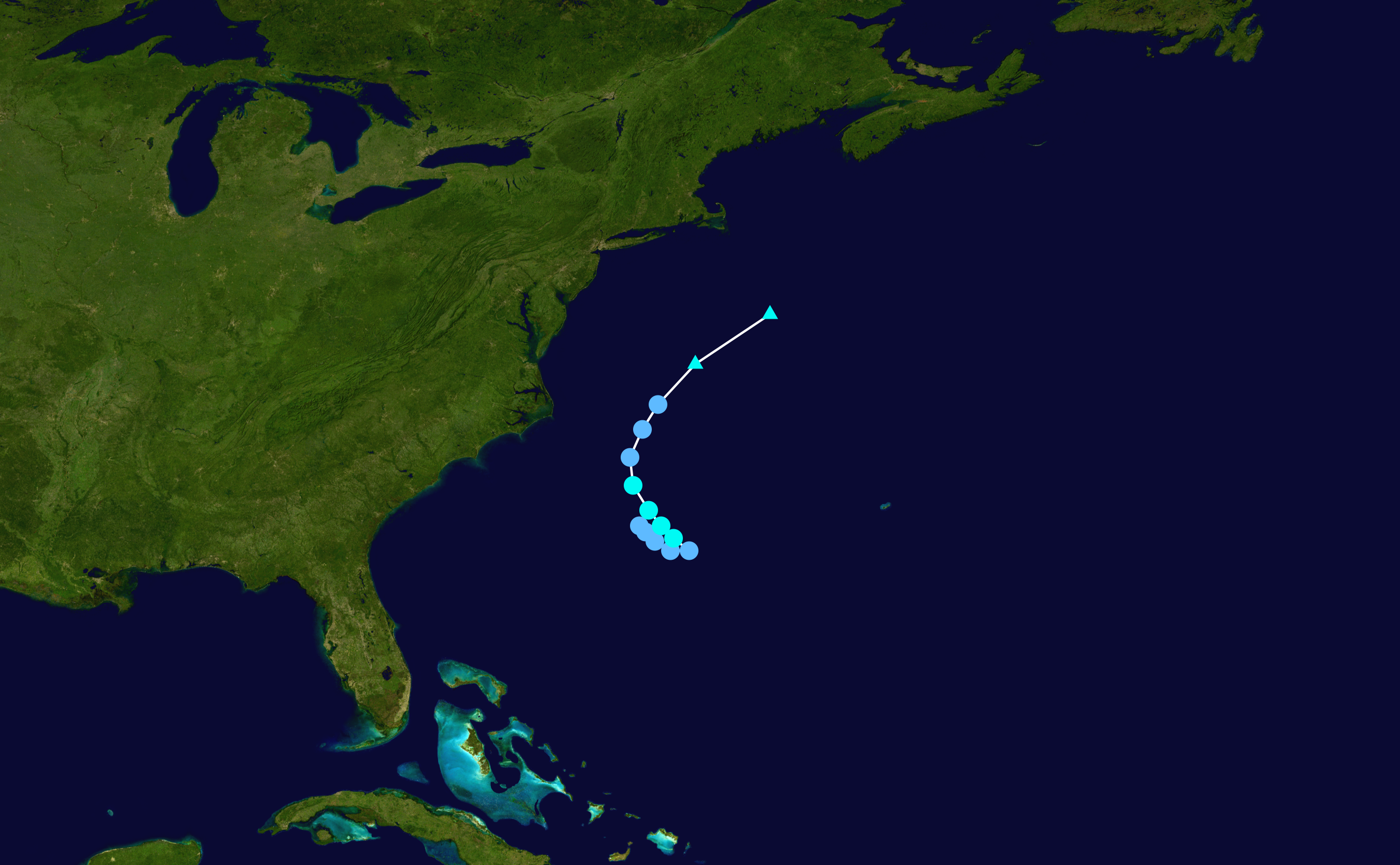
Erin útja.

## Fordítás
Ez a szócikk részben vagy egészben  a(z)   2019 Atlantic hurricane season című angol Wikipédia-szócikk fordításán alapul.  Az eredeti cikk szerkesztőit annak laptörténete sorolja fel. Ez a jelzés csupán a megfogalmazás eredetét és a szerzői jogokat jelzi, nem szolgál a cikkben szereplő információk forrásmegjelöléseként.